# Pink Floyd at Pompeii – MCMLXXII
Pink Floyd at Pompeii – MCMLXXII è un album dal vivo del gruppo rock britannico Pink Floyd pubblicato nel 2025 e contenente la registrazione del concerto tenuto nel 1971 per la realizzazione del documentario musicale Pink Floyd: Live at Pompeii.

## Storia
Nel 1971 il gruppo tenne un concerto senza pubblico all'interno dell'anfiteatro romano di Pompei dal quale venne tratto il documentario diretto da Adrian Maben distribuito nelle sale cinematografiche l'anno successivo e poi distribuito in formato VHS negli anni ottanta e DVD negli anni 2000. Nel 2025 il documentario è stato distribuito in una nuova versione restaurata e rimasterizzata e, per la prima volta, le tracce sonore sono state pubblicate in un album discografico, restaurate e remixate da Steven Wilson, in formato CD-Audio e LP. In precedenza i brani tratti dal documentario erano stati resi disponibili attraverso bootleg non autorizzati e, parzialmente, nella raccolta in CD del 2016 The Early Years 1965-1972.

## Formazione
- David Gilmour -  chitarra elettrica, voce, armonica su Mademoiselle Nobs.
- Nick Mason  - batteria
- Roger Waters - basso, voce, chitarra elettrica su Mademoiselle Nobs, tam-tam, piatti.
- Rick Wright - organo Hammond, organo Farfisa Compact Duo, pianoforte, voce

## Tracce
Edizione LP
Lato 1
1. Pompeii Intro
2. Echoes - Part 1
3. Careful with That Axe, Eugene

Lato 2
1. A Saucerful of Secrets
2. Set the Controls for the Heart of the Sun

Lato 3
1. One of These Days
2. Mademoiselle Nobs
3. Echoes - Part 2

Lato 4
1. Careful with That Axe, Eugene - Alternate Take
2. A Saucerful of Secrets - Unedited

Edizione CD
Disc One
1. Pompeii Intro
2. Echoes - Part 1
3. Careful with That Axe, Eugene
4. A Saucerful of Secrets
5. Set the Controls for the Heart of the Sun
6. One of These Days
7. Mademoiselle Nobs (Seamus)
8. Echoes - Part 2

Disc Two
1. Careful with That Axe, Eugene - Alternate Take
2. A Saucerful of Secrets - Unedited

## Classifiche
| Classifica (2025) | Posizione massima |
| ----------------- | ----------------- |
| Austria           | 1                 |
| Belgio (Fiandre)  | 4                 |
| Belgio (Vallonia) | 3                 |
| Canada            | 45                |
| Croazia           | 1                 |
| Francia           | 6                 |
| Germania          | 1                 |
| Grecia            | 79                |
| Irlanda           | 16                |
| Italia            | 1                 |
| Paesi Bassi       | 3                 |
| Polonia           | 1                 |
| Regno Unito       | 1                 |
| Repubblica Ceca   | 44                |
| Stati Uniti       | 28                |
| Svezia            | 20                |
| Svizzera          | 1                 |
| Ungheria          | 5                 |